# قهرمانی پرنامبوکانو
قهرمانی پرنامبوکانو یک لیگ ایالتی فوتبال در برزیل در ایالت پرنامبوکو است که توسط فدراسیون فوتبال پرنامبوکانو در سال ۱۹۱۵ تاسیس شده است. این لیگ به همراه سایر لیگ‌های ایالتی فوتبال برزیل، به صورت موازی با لیگ برزیل برگزار می‌شود.

## عناوین بر اساس تیم
| رتبه | باشگاه             | قهرمانی |
| ---- | ------------------ | ------- |
| ۱    | اسپورت رسیفی       | ۴۵      |
| ۲    | سانتا کروز         | ۲۹      |
| ۳    | نائوچیکو           | ۲۴      |
| ۴    | América            | ۶       |
| ۵    | Torre              | ۳       |
| ۶    | Tramways           | ۲       |
| ۷    | Flamengo de Recife | ۱       |
| ۷    | Salgueiro          | ۱       |